# Thomas Krettenauer
Thomas Krettenauer (* 1958 in Augsburg) ist ein deutscher Musikwissenschaftler und emeritierter Professor für Musik und ihre Didaktik an der Universität Paderborn.

## Leben
Thomas Krettenauer studierte ab 1978 am Leopold-Mozart-Konservatorium in Augsburg Konzertgitarre, Kontrabass und Klavier. Von 1980 bis 1984 absolvierte ein Lehramtsstudium für Realschulen in den Fächern Musik und Deutsch an der Universität Augsburg, das er 1984 mit dem ersten Staatsexamen abschloss. Zusätzlich studierte er in den Jahren 1982 bis 1986 Musikwissenschaft, Literaturwissenschaft und Deutschdidaktik. Nach dem zweiten Staatsexamen war er von 1987 bis 1995 Lehrer im Schuldienst. 1995 promovierte er zum Dr. phil. in Musikwissenschaft. Ab 1995 arbeitete er als Wissenschaftlicher Mitarbeiter am Seminar für Musik und ihre Didaktik der Universität Paderborn. 2002 wurde er Professor für Musikwissenschaft/Musikdidaktik an der Pädagogischen Hochschule Freiburg im Breisgau, ab 2004 war er bis zu seiner Pensionierung 2024 Professor für das Fach Musik und ihre Didaktik an der Universität Paderborn. Von 2005 bis 2012 leitete er den neu geschaffenen Bachelor/Masterstudiengang "Populäre Musik und Medien".

## Werke
- Felix Mendelssohn Bartholdys "Heimkehr aus der Fremde" : Untersuchungen und Dokumente zum Liederspiel op. 89. Augsburg 1994, ISBN 3-928898-28-0.